# Frank Hartmann (Musiker)
Frank Hartmann (* 19. April 1958 in Duisburg) ist ein deutscher Gitarrist, Autor und Musiklehrer.

## Leben und Wirken
Hartmann studierte Konzertgitarre bei Kurt Hiesl in Nürnberg und absolvierte die Prüfung zum staatlich anerkannten Musiklehrer. Seitdem unterrichtet er als selbstständiger Musiklehrer.
Seit 1981 betreibt Hartmann zusammen mit seiner Ehefrau Bärbel Hartmann das Musikstudio Hartmann in Fürth. Das von ihm geleitete „Fürther Gitarrenquartett“ wurde 2010 mit dem Josef-Peter-Kleinert-Preis ausgezeichnet. Das Musikstudio veranstaltet regelmäßig Benefizkonzerte zu Gunsten sozialer Einrichtungen. Für ihr außerordentliche Engagement wurde dem Ehepaar Hartmann 2018 der Ehrenbrief der Stadt Fürth verliehen.
Seit 1994 beschäftigt sich Hartmann intensiv mit Qigong. Er absolvierte 1998 die Prüfung zum Qigong-Übungsleiter und 2002 die Qigong-Lehrerprüfung im Rahmen der Ausbildung der Deutschen Qigong Gesellschaft.
Seit 1986 konzertiert Hartmann in verschiedenen Konstellationen, unter anderem 1999 zusammen mit Bärbel Hartmann bei der Friedenstafel Nürnberg. Außerdem gestaltete er zusammen mit Kurt Hiesl im Jahr 2000 die Uraufführung von „Praeambulum“ für zwei Gitarren von Holmer Becker und 2002 zusammen mit Bärbel Hartmann die Uraufführungen der Werke „Valses nobles et sentimentales Op.62“ von Uwe Strübing und „Duo für Gitarre und Violine“ von Peter Janson (* 1960).

### Qigong für Musiker
Ab 1997 entwickelte Hartmann das Konzept „Qigong für Musiker“, das grundlegende Prinzipien und Übungen des Qigong in die für Musiker relevanten Themenbereiche integriert, insbesondere ‚Atem und musikalische Gestaltung, Stressbewältigung, muskuläre Spannung und Spieltechnik‘ und ‚Vorbeugung und Kompensation physischer Belastungen durch die Spielhaltung‘. Neben der praktischen Anwendung dieses Konzepts in seinem  Musikstudio veröffentlichte Frank Hartmann 2004 das Buch „Qigong für Musiker – Die ganzheitliche Methode für entspanntes und gesundes Musizieren“.
Seine Erfahrungen im Bereich Qigong für Musiker hat er in zahlreichen Fachartikeln veröffentlicht. Als Dozent gab er Seminare unter anderem an der Landesmusikakademie Berlin, für den Verband Bayerischer Sing- und Musikschulen e.V., im Rahmen der Bundeskongresse des Verbands deutscher Musikschulen (2001 in Leipzig und 2005 in Essen) und der Bundesmusikschulwoche des Verbands deutscher Schulmusiker 2004 in Hannover, an der Hochschule für Musik und Darstellende Kunst Frankfurt am Main, am Dr. Hoch’s Konservatorium und im Auftrag des Kultusministerium Luxemborg für Musiklehrer und Dozenten luxemburgischer Musikschulen und Konservatorien. Weiterhin beteiligte sich Hartmann als Dozent an den deutschen Qigong-Tagen in den Jahren 2002 (Gunzenhausen), 2004 (Hamburg) und 2006 (Augsburg).

### Engagement im Deutschen Tonkünstlerverband DTKV
Von 2003 bis 2007 engagierte sich Hartmann als Sprecher des Ausschusses Privater Musiklehrer PML/FMP im Tonkünstlerverband Bayern e.V. im DTKV für die Belange der privaten Musiklehrer. In seiner Zeit als Sprecher entwickelte er das Zertifikat „Privater Musikunterricht“, das seit 2004 vom Landesverband bayerischer Tonkünstler vergeben wird und auch von anderen Landesverbänden übernommen wurde.

## Publikationen

### Bücher
- Qigong für Musiker. Die ganzheitliche Methode für entspanntes und gesundes Musizieren. Schott-Verlag, Mainz 2004, ISBN 3-7957-8728-9.

### Artikel
- Qigong mit Musikern. TAIJIQUAN & QIGONG Journal, TGJ Verlag, Heft 2, 2005.[5]
- Qigong für Musiker – Stressprävention im Musiker- und Unterrichtsalltag. Dokumentation vom Bundeskongress 2001 des Bundesverbandes deutscher Musikschulen, 2001.
- Wu Wei – Tun durch Nicht-Tun in der künstlerischen Praxis. Gitarre & Laute, Jahrgang XXIII, Heft 5, September/Oktober 2001 und tiandiren-journal, 9. Ausgabe, März 2001.
- Locker vom Hocker?! Diskussionsbeitrag zur Instrumentalhaltung am Beispiel der Gitarre. Gitarre aktuell, 21. Jahrgang, Heft 4/2000, Verlag Peter Maier.
- Qigong für Musiker. tiandiren-journal – Nachrichten der Deutschen Qigong Gesellschaft, 7. Ausgabe, März 2000.
- Musik und Qigong – Lockeres Spiel durch entspanntes Sein. Das Orchester, Heft 2, März/April 2000, Schott-Verlag und Üben & Musizieren, Heft 5, September/Oktober 1999, Schott-Verlag.
- Wu Wei – Tun durch Nicht-Tun, Ein Diskussionsbeitrag zur Spieltechnik der rechten Hand. Gitarre & Laute, Jahrgang XXI, Heft 5, September/Oktober 1999.
- Qigong für Musiker. tiandiren-journal, 5. Ausgabe, März 1999.[6]